# Guy Deutscher

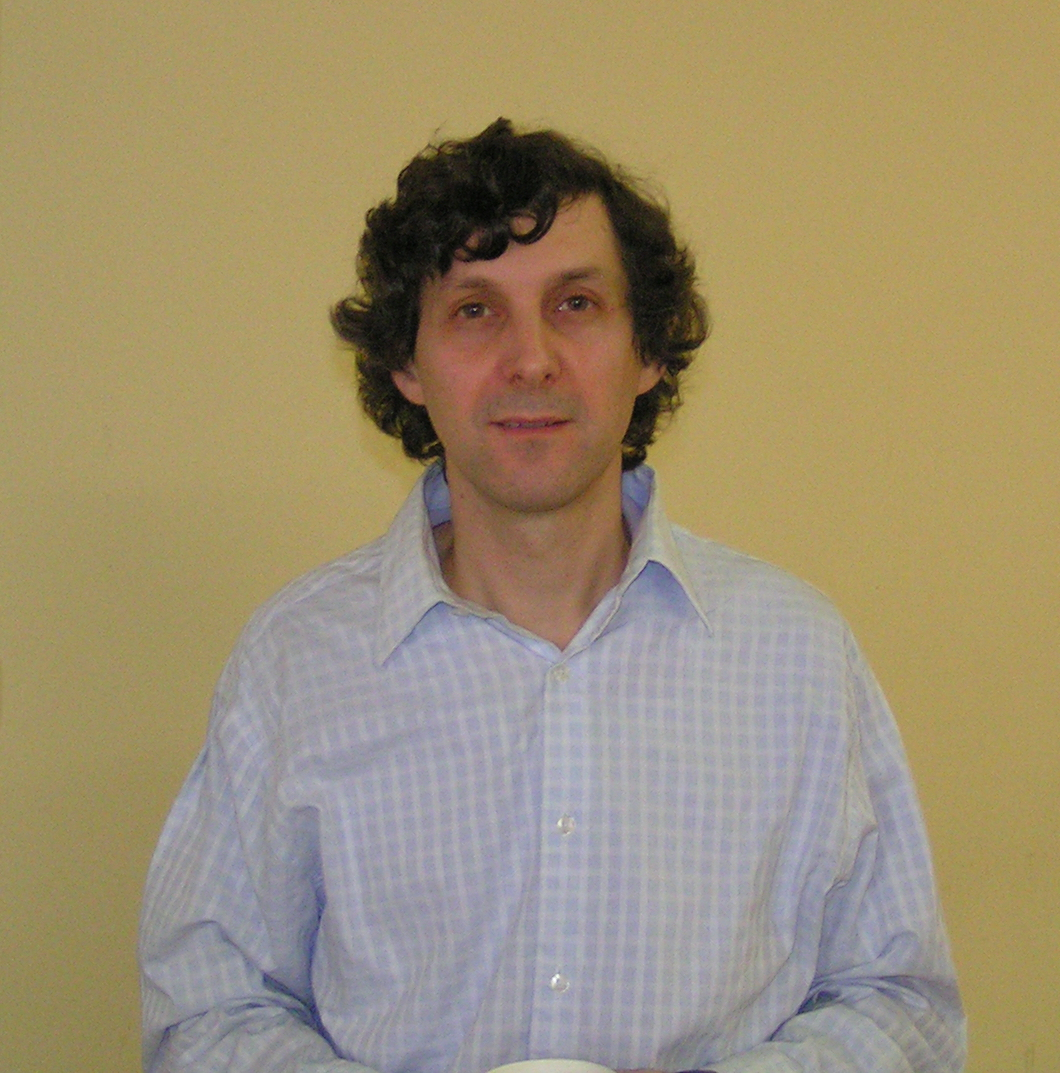
Guy Deutscher (2010)

Guy Deutscher (* 1969 in Tel Aviv) ist ein israelischer Linguist.

## Leben
Deutscher studierte u. a. Linguistik und Mathematik an der Universität Cambridge, wo er das Studium mit einer Promotion abschloss. Anschließend forschte er einige Zeit am St. John’s College über antike Sprachstrukturen.
Deutscher war Fellow an der Universität Leiden und kehrte nach einiger Zeit wieder nach Großbritannien zurück. Ab 2010 war Deutscher zeitweilig Honorary Research Fellow an der Universität Manchester. Die Komponistin Alma Deutscher ist seine Tochter.

## Veröffentlichungen
Aufsätze
- Sprache als Spiegel. Wie hängen Eigenheiten einer Sprache mit der Gemeinschaft ihrer Sprecher zusammen? In: Gehirn & Geist. Das Magazin für Psychologie und Hirnforschung, Bd. 10 (2010), S. 38–42, ISSN 1618-8519
- On the mechanisms of morphological change. In: Folia linguistica historica, Bd. 22 (2001), Heft 1/2, S. 41–48, ISSN 0168-647X
- Warum die Welt in anderen Sprachen anders aussieht. In: Susanne Lüdtke (Hrsg.): Deutsch in den Wissenschaften. Beiträge zu Status und Perspektiven der Wissenschaftssprache Deutsch. Klett-Langenscheidt, München 2013, ISBN 978-3-12-606919-9, S. 8–15.

Monographien
- Syntactic Change in Akkadian. The Evolution of Sentential Complementation. University Press, Oxford 2000, ISBN 0-19-829988-5 (englisch).
- The Unfolding of Language. The evolution of mankind's greatest invention Arrow Books, London 2006, ISBN 0-09-946025-4 (EA London 2005)
  - Erstausgabe: Du Jane, ich Goethe. Eine Geschichte der Sprache. Dtv, München 2011, ISBN 978-3-423-34655-9 (EA München 2008; übersetzt von Martin Pfeiffer).
  - Neuauflage: Die Evolution der Sprache: Wie die Menschheit zu ihrer größten Erfindung kam. Beck, München 2018, ISBN 978-3406727498 (EA München 2008; übersetzt von Martin Pfeiffer).
- Through the Language Glass. Why the world looks different in other languages. Arrow Books, London 2011, ISBN 978-0-09-950557-0 (EA London 2010).
  - Im Spiegel der Sprache. Warum die Welt in anderen Sprachen anders aussieht. 4. Aufl. Beck, München 2012, ISBN 978-3-406-60689-2 (EA München 2010, übersetzt von Martin Pfeiffer).[3]

Herausgeber
- mit N. J. C. Kouwenberg: The Akkadian Language in its Semitic Context. Studies in the Akkadian of the third and second millenium BC. Nederlands Instituut voor het Nabije Oosten, Leiden 2006, ISBN 978-90-6258-317-1 (Tagungsband, englisch).